# Damernas tempolopp i landsvägscykling vid olympiska sommarspelen 1996
Damernas tempolopp i landsvägscykling vid olympiska sommarspelen 1996 ägde rum den 3 augusti 1996 i Atlanta.

## Medaljörer
| Event              | Guld                   | Silver                       | Brons              |
| Damernas tempolopp | Zulfiya Zabirova (RUS) | Jeannie Longo-Ciprelli (FRA) | Clara Hughes (CAN) |

## Resultat
| Placering | Namn                         | Tid      |
| --------- | ---------------------------- | -------- |
|           | Zulfiya Zabirova (RUS)       | 00:36.40 |
|           | Jeannie Longo-Ciprelli (FRA) | 00:37.00 |
|           | Clara Hughes (CAN)           | 00:37.13 |
| 4.        | Kathryn Watt (AUS)           | 00:37.53 |
| 5.        | Marion Clignet (FRA)         | 00:38.14 |
| 6.        | Tea Vikstedt-Nyman (FIN)     | 00:38.24 |
| 7.        | Jolanta Polikevičiūtė (LTU)  | 00:38.27 |
| 8.        | Imelda Chiappa (ITA)         | 00:38.47 |
| 9.        | Linda Jackson (CAN)          | 00:38.50 |
| 10.       | Anna Wilson (AUS)            | 00:38.50 |
| 11.       | Linda Brenneman (USA)        | 00:38.52 |
| 12.       | Rasa Polikevičiūtė (LTU)     | 00:37.53 |
| 13.       | Joane Somarriba (ESP)        | 00:38.55 |
| 14.       | Yvonne McGregor (GBR)        | 00:39.09 |
| 15.       | Diana Rast (SUI)             | 00:39.28 |
| 16.       | Jeanne Golay (USA)           | 00:39.36 |
| 17.       | Lenka Ilavská (SVK)          | 00:39.57 |
| 18.       | Svetlana Bubnenkova (RUS)    | 00:40.16 |
| 19.       | Yvonne Brunen (NED)          | 00:40.39 |
| 20.       | Jacqueline Nelson (NZL)      | 00:40.58 |
| 21.       | Sarah Phillips (GBR)         | 00:41.16 |
| 22.       | Rebecca Bailey (NZL)         | 00:41.45 |
| 23.       | Tanja Klein (AUT)            | 00:42.03 |
| 24.       | Maritza Corredor (COL)       | 00:42.06 |
| —         | May Hartwell (NOR)           | DNS      |